# 616년

## 연호
- 수(隋) 대업(大業) 12년
- 신라(新羅) 건복(建福) 33년

## 기년
- 수(隋) 양제(煬帝) 12년
- 신라(新羅) 진평왕(眞平王) 38년
- 고구려(高句麗) 영양왕(嬰陽王) 27년
- 백제(百濟) 무왕(武王) 17년

## 사건
- 페르시아,이집트를 정복